# Mareen Fischinger
Mareen Fischinger (Bad Saarow, Brandenburgo, 1984) es una fotógrafa alemana que se ha formado en su país y en los USA y cuya labor fundamental actualmente es la fotografía de producto y para bancos de imágenes como Westende61.

## Biografía
Mareen Fischinger nació en Bad Saarow, en el estado federado de Brandenburgo, no lejos de Berlín, cuando esta parte de Alemania todavía pertenecía a la antigua República Democrática Alemana, formándose en estudios de diseño y producción creativa en Berlín.
Es una reconocida fotógrafa internacional basada principalmente en Düsseldorf y Colonia que ha liderado campañas de producto y de imagen de importantes empresas, además de haber realizado otro tipo de proyectos, como la moda.
Dentro de sus trabajos más personales son notables sus panografías, técnica bautizada así por ella misma en el campo digital, aunque ya utilizada anteriormente por artistas como David Hockney, que había comenzado a unir imágenes hechas con una cámara de 35mm generando unos fotomontajes que él llamó joiners.